# ビル・ベリチック
ウィリアム・スティーブン・ベリチック（William Stephen Belichick、1952年4月16日 - ）はアメリカ合衆国テネシー州ナッシュビル出身のアメリカンフットボールコーチ。NCAAフットボールのノースカロライナ・タールヒールズのヘッドコーチを務めている。 NFLのニューイングランド・ペイトリオッツのヘッドコーチとして第36回、第38回、第39回、第49回、第51回、第53回と6回のスーパーボウルを制覇した。4年間で3回優勝を果たしたヘッドコーチは彼だけである。
これまでに8度のスーパーボウル優勝（内2度はニューヨーク・ジャイアンツのディフェンス・コーディネーターとして）を経験しており、チャック・ノールやビル・ウォルシュといったリーグ史に残る名将の一人に数えられる。

## 経歴

### 大学卒業まで
テネシー州ナッシュビルで生まれた彼は父親の仕事の都合でメリーランド州アナポリスで育った。父スティーブはクロアチア系でデトロイト・ライオンズでランニングバックを経験した後、海軍兵学校で33年間コーチを務め、殿堂入りQB、ロジャー・ストーバックなどの選手をNFLに送り出した人物でビル・ベリチックが生まれたときはヴァンダービルト大学のコーチを務めていた。幼少期からその父親のコーチ業を手伝っていた経験が現在のベリチックの大きな礎となっている。地元アナポリスの高校を卒業後、彼はフィリップス・アカデミーに進学しウェズリアン大学ではセンターとタイトエンドとしてプレーした。大学時代彼はラクロスとスカッシュも行っており大学4年次にはラクロス部のキャプテンも務めた。1975年、経済学の学位を取得して彼は卒業した。

### コーチングキャリア
大学卒業後の1975年、彼は週給25ドルでボルチモア・コルツのテッド・マーチブローダヘッドコーチのもとでアシスタントを行った。1976年にデトロイト・ライオンズに移りアシスタントスペシャルチームコーチ、タイトエンド、ワイドレシーバーコーチなどを行った。1978年にデンバー・ブロンコスでアシスタントスペシャルチームコーチ、ディフェンシブアシスタントを務めた。
1979年、彼はニューヨーク・ジャイアンツに移りここで12シーズンを過ごした。当時のヘッドコーチはレイ・パーキンスでベリチックはディフェンシブアシスタント、スペシャルチームコーチを務めた。1980年からラインバッカーコーチ、1985年からディフェンシブ・コーディネーターを務めた。この間、1983年からはビル・パーセルズがジャイアンツのヘッドコーチに就任している。ジャイアンツは1986年、1990年シーズンにスーパーボウルを制した。第25回スーパーボウルでの20-19の勝利には彼の立てたディフェンスゲームプランが功を奏しており、このときのゲームプランはプロフットボール殿堂に収められている。

### ブラウンズ
1991年から1995年まで彼はクリーブランド・ブラウンズのヘッドコーチを務めた。この間の成績は36勝44敗であり、1994年にプレーオフで勝利をあげた。1995年、チームは5勝11敗に終わった。この年の11月、ブラウンズオーナーのアート・モデルはチームをボルチモアに移転することをシーズン中に発表、翌年2月にベリチックはヘッドコーチを辞任した。

### ブラウンズ退団後
1996年、彼はニューイングランド・ペイトリオッツのヘッドコーチとなっていたビル・パーセルズのもとでアシスタントヘッドコーチ及びディフェンシブバックコーチとなりチームは11勝5敗で地区優勝し、その後AFCを制して第31回スーパーボウル出場を果たしたがグリーンベイ・パッカーズに敗れた。
スーパーボウル終了後、彼はパーセルズヘッドコーチやチームの多くのアシスタントコーチとともにニューヨーク・ジェッツに移籍した。彼はアシスタントヘッドコーチ、ディフェンシブ・コーディネーターを1997年から1999年まで務めた。1999年シーズン終了後、パーセルズヘッドコーチが辞任した際、後任のヘッドコーチに就任することとなったが突如辞任を発表しニューイングランド・ペイトリオッツからヘッドコーチのオファーを受けた。契約下にまだあった段階でのこの報道にジェッツ、パーセルズは反発し補償を求めた。当時のNFLコミッショナー、ポール・タグリアブの仲介で2000年のドラフト1巡指名権と引き換えにベリチックのニューイングランド・ペイトリオッツヘッドコーチ就任が決まった。

### ペイトリオッツ
ピート・キャロルの後任となった彼はロバート・クラフトオーナーより大幅な権限（ゼネラルマネージャー兼任）を与えられた。彼は2010年シーズン現在、ヘッドコーチ兼ゼネラルマネージャーを務めている3人のうちの1人である（他の2人はフィラデルフィア・イーグルスのアンディ・リード、ワシントン・レッドスキンズのマイク・シャナハン）。
1年目の2000年は1999年シーズンの成績（8勝8敗）から悪化した5勝11敗に終わった。
2001年、チームはレギュラーシーズンを11勝5敗で終え、オークランド・レイダース、ピッツバーグ・スティーラーズを破り第36回スーパーボウルに進出した。彼のディフェンスはシーズン中平均31得点をあげていたセントルイス・ラムズの攻撃を17点に抑えアダム・ビナティエリの決勝FGで優勝を果たした。
2002年、チームは9勝7敗に終わりジェッツと同率だったものの地区優勝を逃しプレーオフに出場できなかった。
2003年、チームはディフェンスのキャプテンを務めていたロイヤー・ミロイを解雇、そのミロイが加入したバッファロー・ビルズとの開幕戦で0-31と敗れた。この数日後チームは、残りの15試合中14勝をあげたチームはバッファロー・ビルズを31-0で破りリベンジを果たした。ディビジョナル・プレーオフでテネシー・タイタンズを破りAFCチャンピオンシップゲームではシーズンMVPに輝いたペイトン・マニング（スティーブ・マクネアと同時受賞）のインディアナポリス・コルツから4インターセプトを奪い第38回スーパーボウルに進出した。カロライナ・パンサーズとの試合はまたもやアダム・ビナティエリの決勝FGで32-29で優勝を果たした。この年彼はNFLコーチ・オブ・ザ・イヤーに選ばれた。
2004年、チームは開幕から6連勝を果たし前年から通すと21連勝（レギュラーシーズンは18連勝）を達成した。これはマイアミ・ドルフィンズが1972年のパーフェクトシーズンを含み達成した18連勝（レギュラーシーズンは16連勝）を破るNFL記録となった。AFCチャンピオンシップゲームでピッツバーグ・スティーラーズを破り、第39回スーパーボウルでフィラデルフィア・イーグルスを破り、チームはNFL史上2チーム目となる4年間で3度のスーパーボウル優勝を達成した。彼はこの偉業を達成した初のヘッドコーチとなった。
2005年、チームはオフェンスコーディネーターが不在、ディフェンスコーディネーターに新しくエリック・マンジーニを迎え入れた。10勝6敗でワイルドカードでプレーオフに進出したがディビジョナルプレーオフでデンバー・ブロンコスに敗れシーズンを終えた。
2006年、チームは12勝4敗で終え、プレーオフでニューヨーク・ジェッツ、サンディエゴ・チャージャーズを破った。インディアナポリス・コルツとのAFCチャンピオンシップゲームでは第2Q半ばに21-3とリードしたがそこから逆転負けを喫した。
2007年、4月にランディ・モスをドラフト4巡目指名権と引き換えにオークランド・レイダースから獲得したが、翌2008年にアル・デービスレイダースオーナーからタンパリング（事前交渉）があったのではないかと指摘に対して彼は否定した。このシーズン、チームは1972年のマイアミ・ドルフィンズ以来となるレギュラーシーズンを16戦全勝（1978年にレギュラーシーズンが16試合制になってからは初のこと。）でNFLの長い歴史上でも1934年、1942年のシカゴ・ベアーズ、1972年のマイアミ・ドルフィンズに続く史上4回目であった。しかし第42回スーパーボウルでチームはニューヨーク・ジャイアンツに敗れてパーフェクトシーズンはならなかった。
この年、9月9日、ペイトリオッツがニューヨーク・ジェッツのディフェンスシグナルを盗撮していたことが明らかになり、9月13日ベリチックは50万ドルの罰金をNFLのロジャー・グッデルコミッショナーより言い渡された。NFLのヘッドコーチとしては史上最高額の罰金であった。またチームも25万ドルの罰金と2008年のドラフト1巡目指名権が剥奪された。こうした出来事があったもののこの年彼はAP通信が選ぶコーチ・オブ・ザ・イヤーに2003年以来2度目の選出を受けた。
2008年、カンザスシティ・チーフスとの開幕戦の第1QでエースQBのトム・ブレイディが負傷しシーズン絶望となり、控えQBのマット・キャセルで残りシーズンを戦った。第2週にも勝利し2006年から続くレギュラーシーズンのNFL連勝記録を21に更新した。ブレイディ以外にもロドニー・ハリソン、アダリアス・トーマス、ローレンス・マロニーなど怪我人が続出し故障者リストに多くの選手が入ったものの11勝5敗の成績を残した。11勝したものの地区優勝を逃したチームは1985年のデンバー・ブロンコス以来11勝しながらプレーオフを逃した2チーム目となった。
2009年1月、オフェンスコーディネーターを務めていたジョシュ・マクダニエルズがデンバー・ブロンコスヘッドコーチに就任した。2月には前年ブレイディの代わりに活躍したマット・キャセルをフランチャイズプレイヤーに指名したが後にマイク・ブレイベルと共にカンザスシティ・チーフスへドラフト2巡目指名権とともにトレードした。
インディアナポリス・コルツ戦では第4Q終盤、自陣でパントではなく第4ダウンギャンブルを選択した結果失敗し采配に対しては元ペイトリオッツに所属したテディ・ブルスキーからも批判の声もあがった。第12週で開幕から10連勝しているニューオーリンズ・セインツと対戦したがロングパスを多数通されて大敗した。12月に吹雪の中行われたチーム練習に遅刻したランディ・モス、エイドリアス・トーマス、ゲイリー・ガイトン、デリック・パージェスの4選手に規律の問題として練習参加を認めずそのまま帰宅を命じている。翌2010年1月10日、ワイルドカードプレーオフでボルチモア・レイブンズに14-33と大敗を喫した。このシーズンを最後にディフェンスコーディネーターのディーン・ビーズはチームを去ることになった。
2010年、契約最終年を迎えたがチームから延長契約の提示がされず不満を持ったランディ・モスをミネソタ・バイキングスへトレードし、第39回スーパーボウルMVPのディオン・ブランチをシアトル・シーホークスから呼び戻した。
2009年から地区優勝を11年連続で達成した。そのうち3度スーパーボウルを制覇している。
2020年シーズンは7勝9敗の地区3位に終わり地区優勝とプレーオフ進出が11年で途切れ、尚且つ21世紀になって初めての負け越し (前回の負け越しはペイトリオッツのヘッドコーチ就任一年目の2000年) を喫した。
2023年シーズンは2000年以降最も早くプレーオフ争いから脱落した。シーズン後の2024年1月10日、ペイトリオッツHCを退任すると発表された。

### NCAAへ
2024年12月12日、ノースカロライナ大学ヘッドコーチに就任した事が発表された。

## 人物
全ての選手を平等に扱うという姿勢を持っており、突出した個人の力に頼りすぎない、組織の力と戦術で勝つチーム作りを考え、選手には第一に戦略や戦術を理解し得る知性を求めると言われている。前世紀に王朝を築いた49ersやカウボーイズがジェリー・ライスやマイケル・アービンらスター選手の能力に頼っていた印象が否めないのに対し、リチャード・シーモアなど極一部の例外を除いては無名選手の集まりである連覇当時のペイトリオッツが同様の成功を収めた事実は、コーチ力の確かさを証明しているかもしれない。一方でスターQBのトム・ブレイディがチームを離れてからの4年間は、地区3位、2位、3位、4位と低迷して辞任につながった。
彼の下でオフェンスコーディネーターを務めたチャーリー・ワイスによれば「自分がこれまでに知っているコーチの中では最も理性的で最も試合に対する鋭い洞察力を持っている。」と評価されている。
第39回スーパーボウルに優勝した際には、"We started at the bottom of the mountain with everyone else."（「過去の実績はどうあれ、シーズンが始まるときはすべてのチームが0勝0敗で横並びだ」）と発言している。
身なりにこだわっておらず、フードつきのスウェットを着た彼は、hoodieと揶揄されることもあった。トム・ブレイディ曰く「彼が服装を考えるのは最後のこと。僕たちも改善に協力するよ。」とのこと。
CBSスポーツの取材によると、毎朝5時にチームのオフィスに出勤した。
奇才と呼ばれる現在屈指のヘッドコーチとして評価されている。連続する4年間で3回スーパーボウルを制覇したのは彼だけである。2007年シーズンのビデオ盗撮問題ではNFLはベリチックに責任があるという結論を出し50万ドルの罰金を課せられた。

## コーチングツリー
これまでベリチックは5人のヘッドコーチの下でアシスタントコーチを務めた。
- テッド・マーチブローダ ボルチモア・コルツ (1975)
- トミー・ハドスペス デトロイト・ライオンズ (1976-1977)
- レッド・ミラー デンバー・ブロンコス (1978)
- レイ・パーキンス ニューヨーク・ジャイアンツ (1979-1982)
- ビル・パーセルズ ニューヨーク・ジャイアンツ (1982-1990)、ニューイングランド・ペイトリオッツ (1996)、ニューヨーク・ジェッツ (1997-1999)

ベリチックのアシスタントコーチを務めた人物のうち、6人がNFLのヘッドコーチとなっている。
- ロメオ・クレネル クリーブランド・ブラウンズ (2005-2008)、カンザスシティ・チーフス (2011-2012)
- アル・グロー ニューヨーク・ジェッツ (2000)
- ジョシュ・マクダニエルズ デンバー・ブロンコス (2009-2010)
- エリック・マンジーニ ニューヨーク・ジェッツ (2006-2008)、クリーブランド・ブラウンズ (2009-2010)
- ニック・セイバン マイアミ・ドルフィンズ (2005-2006)
- ジム・シュウォルツ デトロイト・ライオンズ (2009-2013)
- マット・パトリシア デトロイト・ライオンズ (2018-)[39]

ベリチックのアシスタントコーチを務めた人物のうち、5人がNCAAディビジョンIA校でヘッドコーチを務めている。
- カーク・フェレンツ アイオワ大学 (1999-)
- アル・グロー ウェイクフォレスト大学 (1981-1986)、バージニア大学 (2001-2009)
- パット・ヒル カリフォルニア州立大学フレズノ校 (1997-)
- ニック・セイバン ミシガン州立大学 (1995-1999)、ルイジアナ州立大学 (2000-2004)、アラバマ大学 (2007-)
- チャーリー・ワイス ノートルダム大学 (2005-2009)[40]

ベリチックの下にいた人物のうち、13人がNFLのアシスタントヘッドコーチ、攻守コーディネーター、ゼネラルマネージャーとなっている。
- ジェフ・デビッドソン カロライナ・パンサーズオフェンスコーディネーター (2007-2010)
- トーマス・ディミトロフ アトランタ・ファルコンズGM (2008-)
- ジョン・ミッチェル ピッツバーグ・スティーラーズアシスタントヘッドコーチ (2007-)
- オジー・ニューサム ボルチモア・レイブンズGM (2002-)
- スコット・ピオリ カンザスシティ・チーフスGM (2009-2012)[41]
- ジョエル・コリエル カンザスシティ・チーフスアシスタントGM (2009-)
- マイク・タネンバウム ニューヨーク・ジェッツGM (2006-2012)
- ジム・シュウォルツ テネシー・タイタンズディフェスコーディネーター (2001-2008)、バッファロー・ビルズディフェスコーディネーター (2014-)
- ブライアン・ダボール クリーブランド・ブラウンズオフェンスコーディネーター (2009-2010)、マイアミ・ドルフィンズオフェンスコーディネーター (2011)、カンザスシティ・チーフスオフェンスコーディネーター (2012)
- ロブ・ライアン オークランド・レイダースディフェンスコーディネーター (2004-2008)、クリーブランド・ブラウンズディフェンスコーディネーター (2009-2010)、ダラス・カウボーイズディフェンスコーディネーター　(2011-2012)、ニューオリンズ・セインツディフェンスコーディネーター　(2013-2015)、バッファロー・ビルズアシスタントヘッドコーチ兼ディフェンスコーチ(2016-)

- ジョージ・コキニス クリーブランド・ブラウンズGM (2009)[42]
- ブラッド・シーリー クリーブランド・ブラウンズアシスタントヘッドコーチ (2009-)
- チャーリー・ワイス カンザスシティ･チーフスオフェンスコーディネーター (2010)
- ジョシュ・マクダニエルズ ニューイングランド・ペイトリオッツオフェンスコーディネーター (2006-2008、2012-) セントルイス・ラムズオフェンスコーディネーター (2011)

## 師弟の確執
1999年シーズンオフ、ベリチックはビル・パーセルズの後任としてニューヨーク・ジェッツのHCに就任するも、わずか1日でこれを辞任。パーセルズ麾下のスタッフを大量に引き連れ、同地区のライバルチーム・ペイトリオッツのHCに就任した。これにより10年以上アシスタントを務めたパーセルズとの師弟関係は断絶状態になったと言われる。
第39回スーパーボウルにおいて史上8チーム目となる連覇を果たしたシーズンのオフ、ペイトリオッツは攻撃と守備の両コーディネーターを同時に失うという危機的状況に瀕した。この事態に、ベリチックは当時34歳のエリック・マンジーニを守備コーディネーターの後任へと抜擢。マンジーニはボールボーイをしていた頃からベリチックが特に目を掛け、アシスタント職に引き上げた人材だったが、わずか1シーズン限りで同職を辞任、ジェッツのHCに就任した。
翌2006年シーズン、マンジーニの離脱に対しあらゆる方面でマンジーニの批判を展開したり、ペイトリオッツ内での行動により彼に執拗な嫌がらせをしたとされマンジーニとの仲をメディアは追った。そのような中でジェッツ戦終了後にマンジーニと一言も言葉を交わさなかったことにより不仲説が再燃し、メディアを沸かせた。その後、プレイオフでは会話を交わし、一応は不仲説を打ち消した事になっている。
しかし、そのマンジーニの告白によりベリチックが指揮したとされるペイトリオッツの盗撮問題が浮上した。

## メディアへの露出
- デニス・リアリー主演のドラマ、『レスキュー・ミー NYの英雄たち』に本人役でカメオ出演している。
- マッデンNFLでは彼の名前は登場せず、NE COACH とされている。これは彼が同ゲームにライセンス許可を与えているNFLヘッドコーチ協会に加入していないためである。現役のヘッドコーチで加入していないものは彼のみであり、過去にはビル・パーセルズがダラス・カウボーイズヘッドコーチ時代にESPNとの契約上禁止されているため加入していなかった。
- 彼はボン・ジョヴィのファンとして知られており、2006年8月14日のキャンプを彼らは訪れている。また2002年に発売されたアルバム中のBounceは彼のために書かれた曲である[44]。